# Planinica (Trstenik)
Pour les articles homonymes, voir Planinica.
Planinica (en serbe cyrillique : Планиница) est un village de Serbie situé dans la municipalité de Trstenik, district de Rasina. Au recensement de 2011, il comptait 167 habitants.

## Démographie
| 1948 | 1953 | 1961 | 1971 | 1981 | 1991 | 2002 | 2011 |
| ---- | ---- | ---- | ---- | ---- | ---- | ---- | ---- |
| 404  | 402  | 399  | 339  | 279  | 222  | 198  | 167  |

|  |